# Confederación Mundial de Actividades Subacuáticas
La Confederación Mundial de Actividades Subacuáticas, C.M.A.S. de forma abreviada (y de nombre completo en francés en el original Confédération Mondiale des Activités Subaquatiques o (World Underwater Federation), es una organización de nivel mundial fundada en 1958 que gestiona a través de sus diversos comités la práctica recreativa o deportiva, así como la científica de las diversas actividades subacuáticas, principalmente el submarinismo. También se la conoce por su nombre en inglés, the World Underwater Federation, y su nombre en español, Confederación Mundial de Actividades Subacuáticas. Su fundación en Mónaco durante enero de 1959 la convierte en una de las organizaciones de buceo submarino más antiguas del mundo.

## Historia
El origen de la Confederación se remonta al 28 de septiembre de 1958. Con ocasión del Congreso de la Confederación Internacional independiente que concernia al conjunto de Federaciones de actividades subacuáticas celebrado en Bruselas. En ese encuentro las federaciones de la República Federal de Alemania, Bélgica, Brasil, Francia, Grecia, Italia, Mónaco, Portugal, Suiza, los Estados Unidos y Yugoslavia acordaron la creación de la Confederación.
Con el fin de dar forma a esta decisión, se celebró una nueva reunión en Mónaco durante los días 9, 10 y 11 de enero de 1959 donde se establecieron las bases de la Confederación Mundial de Actividades Subacuaticas tomando como abreviación el acrónimo "C.M.A.S.". (Denominada en inglés "World Confederation of Underwater Activities" y en francés "Confederation Mondiale des Activites Subaquatiques"). Esta Confederación agrupa a las Federaciones de Actividades Subacuáticas de cada país.
Uno de los miembros fundadores y principales impulsores de la CMAS fue el explorador submarino francés y pionero del submarinismo Jacques-Yves Cousteau, que fue elegido presidente inaugural, mientras que Luigi Ferraro, pionero submarino italiano, fue nombrado vicepresidente.
La confederación sustituyó, de forma especial en lo relativo a todas sus funciones y responsabilidades al antiguo "Comité de deportes Submarinos". (Denominado en inglés "Underwater Sports Committee" y en francés "Comité des Sports Sous-Marins") perteneciente a la Confederación Internacional de Deportes de Pesca fundado el 22 de febrero de 1952.

## Organización
La CMAS se compone de tres comités principales: el deportivo, el técnico y el científico. Estos comités están supervisados por un consejo de administración (BoD) elegido periódicamente en la asamblea general convocada anualmente. La Junta Directiva, el comité deportivo y el comité científico supervisan los subcomités conocidos como comisiones. El funcionamiento cotidiano es supervisado por un comité directivo designado por la Junta Directiva. Su sede se encuentra actualmente en Roma.

### Comité directivo
El comité directivo está formado por ocho miembros. En 2020, los miembros eran:
- Presidenta - Anna Arzhanova (Rusia)
- Secretario general - Kevin O'Shaughnessy (Irlanda)
- Vicepresidente - Jean-Louis Blanchard (Francia)
- Vicepresidente - Claudio Nolli (Italia)
- Presidente del comité deportivo - Ilias Xiarchos  (Grecia)
- Presidente del comité técnico - Flemming Holmn  (Dinamarca)
- Presidente del comité científico - Ralph Schill (Alemania)
- Tesorero - Alain Germain (Francia)

## Comité deportivo
El comité deportivo está formado por comisiones que representan a los siguientes deportes subacuáticos: apnea, acuatlón, natación con aletas, pesca submarina, buceo deportivo, hockey subacuático, orientación subacuática, rugby subacuático y tiro al blanco subacuático. Una comisión adicional conocida como "visual" representa los deportes de fotografía subacuática y vídeo subacuático. Todos estos deportes se rigen a nivel internacional únicamente por la CMAS.

### Competiciones
La CMAS organiza Campeonatos y Copas del Mundo, Continentales, Zonales, nacionales seniors, juniors y masters para los deportes que gobierna.

Sistema educativo de la CMAS

## Comité técnico

### Funciones
El papel del comité técnico es la provisión de "buceo seguro para los miembros de la CMAS" y busca conseguirlo "promoviendo estándares de clase mundial para todos los aspectos del buceo y asegurando su cumplimiento por parte de las federaciones miembro y los proveedores de buceo". Sus oficiales que son elegidos de entre las personas nominadas en la Asamblea General de la CMAS por las federaciones nacionales de buceo afiliadas incluyen los siguientes cargos: presidente, secretario, director de estándares, director de educación, director técnico, director de seguridad de buceo, director de tareas especiales y un número de miembros generales.  Supervisa los dos sistemas siguientes - un sistema de estándares de formación de buzos conocido como "CMAS International Diver Training Standards" y un sistema de certificación conocido como "CMAS International Diver Certificates".
Dado que la CMAS comenzó como una organización voluntaria para aficionados, sus cursos tienden a reflejar toda la gama de estándares de buceo europeos y mundiales. En comparación con otras organizaciones de buceo que pueden estar más orientadas al buceo vacacional y en aguas tropicales. Mientras que organizaciones como PADI o SSI tienden a llevar a los buceadores al agua inmediatamente, la formación de nivel inicial de la CMAS es más extensa, con más teoría impartida en el aula.

## Comité científico

### Funciones
El comité considera que su tarea principal es llamar la atención de la comunidad mundial de buceo subacuático, sobre las cuestiones importantes relativas al medio ambiente marino y cómo los buceadores pueden desempeñar un papel importante en su protección, sirviendo como observadores de primera línea de su salud en general, en particular con respecto a las especies invasoras, los ecosistemas costeros y la biodiversidad.
Sus directivos, elegidos entre las personas propuestas en la Asamblea General de la CMAS por las federaciones nacionales de buceo afiliadas, incluyen los siguientes cargos: presidente, secretario, varios miembros generales y presidentes de las siguientes comisiones: biología marina, arqueología marina, geología y relaciones profesionales.

### Códigos científicos de buceo
Durante un período de 10 años a partir de 1977, se encargó de la elaboración del "Código de Prácticas para el Buceo Científico" para UNESCO en cooperación con Sea Grant.

## Comité científico

### Rol
El comité considera que su tarea principal es llamar la atención de la comunidad mundial de buceo submarino sobre los temas importantes relacionados con el medio ambiente marino y cómo los buzos pueden desempeñar un papel importante en su protección sirviendo como observadores de primera línea de su salud general, particularmente con respecto a a las especies invasoras, los ecosistemas costeros y la biodiversidad. Sus funcionarios, que son elegidos entre personas nominadas en la Asamblea General de la CMAS por las federaciones nacionales de buceo afiliadas, incluyen los siguientes cargos: presidente, secretario, varios miembros generales y presidentes de las siguientes comisiones: biología marina, arqueología marina, geología y relaciones profesionales.

### Códigos de buceo científico
Durante un período de 10 años a partir de 1977, fue responsable del desarrollo del "Código de prácticas para el buceo científico" para la UNESCO en cooperación con Sea Grant.

### Cualificaciones
El Comité Científico de CMAS supervisa un sistema de estándares y certificación de buceo que opera en paralelo al Sistema Internacional de Certificación de Formación de Buceadores de CMAS. El sistema fue desarrollado para reconocer el estado de un buzo que está calificado para bucear en el curso de una investigación mientras está empleado. Este estándar de competencia reconocido internacionalmente es una clara ventaja para los científicos en activo que desean viajar entre laboratorios e institutos en diferentes países. Conocido como el Estándar de Buzo Científico CMAS, el sistema consta de los siguientes grados de buzo e instructor:
- Buceador Científico CMAS (CSD) (prerrequisito de Buceador 2 Estrellas CMAS más entrenamiento de buzo científico)
- Buzo Científico Avanzado CMAS (CASD) (prerrequisito de Buceador 3 Estrellas CMAS más entrenamiento de buzo científico avanzado)
- Instructor de Buceo Científico CMAS (prerrequisito: Instructor CMAS 2 Estrellas)
- Instructor de Buceo Científico Confirmado por CMAS (prerrequisito: Instructor CMAS 3 Estrellas)

También se ofrece un programa de cursos de especialización, tanto de nivel inicial como avanzado, en arqueología subacuática, biología de agua dulce, biología marina, geología marina y oceanología. La capacitación y certificación (también conocida como brevets) para las calificaciones anteriores está disponible en organizaciones conocidas como Centros Científicos CMAS (CSC).

## Reconocimientos, acuerdos y afiliaciones

### Reconocimientos
Las organizaciones que reconocen a la CMAS como la federación internacional para el deporte y las actividades subacuáticas son:
- Comité Olímpico Internacional (COI)[17][18]
- UNESCO[19]
- SportAccord (antes Asociación General de Federaciones Deportivas Internacionales (GAISF))[20]
- Juegos Mundiales[21]
- Agencia Mundial Antidopaje (AMA)[22]

### Acuerdos
- Acuerdo con la Federación Internacional de Salvamento (ILSF), firmado el 21 de octubre de 1994, relativo al reconocimiento de los buzos e instructores de salvamento de la ILSF.[23]
- Acuerdo con la Asociación Profesional de Instructores de Buceo (PADI), firmado el 30 de enero de 1998 en Anaheim, relativo a un sistema de reconocimiento para los buzos que se mueven entre los programas de formación de la CMAS y de la PADI.[24]
- El 27 de abril de 2002 se firmó en Bruselas un acuerdo con la Sociedad de Arqueología Náutica (NAS) para "explorar las posibilidades de cooperación entre la NAS y la CMAS en el ámbito de la arqueología subacuática", incluido el "intercambio de información" y el reconocimiento mutuo de los programas de formación. [cita requerida]

### Afiliaciones
- Unión Internacional para la Conservación de la Naturaleza (UICN)[25]